# Зубина, Евгения Павловна
Евгения Павловна Зубина (26.06.1927; СССР — 14.02.2024; Россия) — советская и российская театральная актриса, ветеран Великой Отечественной войны, Народная артистка Северо-Осетинской АССР.

## Биография
Евгения Павловна Зубина родилась 26.06.1927 году в г. Орджоникидзе COAССР . Начала театральную деятельность во Владикавказе будучи подростком в возрасте 14 лет. Посещала театральный кружок во Дворце пионеров во Владикавказе.
В 1943 году была принята в труппу Северо-Осетинского театра «Саби» (ТЮЗ) и проработала в этом театре 80 лет до 2021 года, когда ТЮЗ уже имел название Государственного театра для детей и юношества «Саби». Первой работой в театре был спектакль «Колобок». В годы Великой Отечественной войны Евгения Павловна Зубина продолжала выступать не только в театре, а в военных госпиталях давала по несколько выступлений в день, а также помогала медперсоналу оказывать помощь раненым фронтовикам. Евгения Зубина имела природный яркий голос и абсолютный слух и благодаря своим вокальным способностям с успехом исполняла на сцене популярные и народные песни в характере разных ролей. Актриса успешно работала как в кукольных постановках, так и в спектаклях живого плана на сцене Государственного театра для детей и юношества «Саби»..
Евгения Зубина была удостоена высшей награды республики — медали «Во Славу Осетии» (2010). Награждена премией «Театральная маска Осетии» в номинации «За честь и достоинство» (2012).
За свою 80-летнюю театральную карьеру Евгения Зубина сыграла около 300 разных ролей на сцене, создала широкий диапазон самых разнообразных характеров от комедийных до драматических, лирических, кукольных и многих других. В 1950-х годах участвовала в театральных и концертных программах в ГДР, где служил муж актрисы. Вернулась в ТЮЗ в конце 1950-х и снова стала одним из лидеров творческого коллектива Государственного театра для детей и юношества «Саби». В 2016 году здоровье актрисы ослабло, её последними работами в театре стали роли Мачехи в спектакле «Морозко» и Метелицы в спектакле «Госпоже метелице»..
26 июня 2017 года на сцене Государственного театра для детей и юношества «Саби» был дан торжественный юбилейный вечер-концерт, на котором Евгению Зубину поздравили с 90-летием государственные деятели, коллеги и зрители поклонники таланта актрисы. Поздравительные телеграммы на юбилей Евгении Зубиной прислали председатель Союза театральных деятелей России Александр Калягин и депутат Госдумы РФ Артур Таймазов.
Лишь в 2021 году Зубина ушла на заслуженный отдых, проработав на сцене 80 лет.
Евгения Павловна Зубина умерла 14 февраля 2024 года на 96 году жизни.

## Звания и награды
- 1946 г. - Медаль «За доблестный труд в Великой Отечественной войне 1941—1945 гг.»
- 1969 г. - присвоено звание Заслуженная артистка Северо-Осетинской АССР[8]
- 1982 г. - удостоена почетного звания Ветеран труда
- 1986 г. - Медаль "За трудовую доблесть"
- 1996 г. - присвоено звание Народная артистка РСО-Алания
- 2000 г. - Знак отличия "За достижения в культуре"
- 2010 г. - Медаль «Во Славу Осетии»[8]
- 1995, 2005, 2010, 2015, 2020 - Юбилейные медали 50 лет, 60 лет, 65 лет, 70 лет, 75 лет Победы в Великой Отечественной войне 1941-1945 гг.

### Премия
В 2012 году победила в премии «Театральная маска Осетии» в номинации «За честь и достоинство».